# Copelatus decemsulcatus
Copelatus decemsulcatus es una especie de escarabajo buceador del género Copelatus, de la subfamilia Copelatinae, en la familia Dytiscidae. Fue descrito por Régimbart en 1895.